# Irving Stone
Irving Stone (San Francisco, 14 luglio 1903 – San Francisco, 26 agosto 1989) è stato uno scrittore statunitense, specializzato nelle biografie romanzate di importanti personalità storiche.

## Biografia
Le sue opere più celebri sono Brama di vivere (Lust for Life), pubblicato nel 1934, su Vincent van Gogh, e Il tormento e l'estasi, pubblicato nel 1961, su Michelangelo Buonarroti. Entrambi i romanzi hanno avuto una fortunata trasposizione cinematografica, rispettivamente Brama di vivere (1956) di Vincente Minnelli con Kirk Douglas nel ruolo di Van Gogh, e Il tormento e l'estasi (1965) di Carol Reed con Charlton Heston nel ruolo di Michelangelo e Rex Harrison in quello di Papa Giulio II.
Stone ha raccontato le vite di artisti e letterati (i già citati Brama di vivere e Il tormento e l'estasi, London: l'avventura di uno scrittore del 1938 sullo scrittore Jack London, Vortici di gloria del 1985 su Camille Pissarro e gli impressionisti), di politici americani (l'insolito They Also Ran del 1944 sui candidati sconfitti nelle elezioni presidenziali americane messi a confronto con i vincitori, L'amore è eterno del 1954 sul presidente Abraham Lincoln e la moglie Mary Todd, Quelli che amano del 1965 sul presidente John Adams e la moglie Abigail Adams), di studiosi e scienziati (Le passioni della mente del 1971 su Sigmund Freud, Il tesoro greco del 1975 sull'archeologo tedesco Heinrich Schliemann, L'origine del 1980 su Charles Darwin).

## Opere
- Brama di vivere (Lust for Life) (1934) Dall'Oglio, 1949
- London: l'avventura di uno scrittore (Jack London: Sailor on Horseback) (1938) - Editori riuniti, 1979
- They Also Ran (1944, aggiornato nel 1966)
- Moglie immortale (Immortal Wife) (1944) Dall'Oglio, 1960 (su Jessie Benton Frémont)
- Adversary in the House (1947) (su Eugene V. Debs e sua moglie Kate)
- Clarence Darrow for the Defense (1949) (su Clarence Darrow)
- The Passionate Journey (1949) (sull'artista americano John Noble)
- The President's Lady (1951) (sul presidente americano Andrew Jackson e sua moglie Rachel)
- L'amore è eterno (Love is Eternal) (1954) Baldini & Castoldi, 1959
- Men to Match My Mountains (1956) (sul Far West nel periodo 1840-1900)
- Il tormento e l'estasi (The Agony and the Ecstasy) (1961) Dall'Oglio, 1961
- Quelli che amano (Those Who Love) (1965) Dall'Oglio, 1967
- Le passioni della mente (The Passions of the Mind) (1971) Dall'Oglio, 1971
- Il tesoro greco (The Greek Treasure) (1975) Dall'Oglio, 1976
- L'origine (The Origin) (1980) Dall'Oglio, 1980
- Vortici di gloria (Depths of Glory) (1985) Dall'Oglio, 1985